# Cathy Claret
Cathy Claret es una compositora, productora, multinstrumentista y cantante autodidacta nacida en Nimes (Francia) y residente en (España).
Se la considera una de las pioneras de la fusión de la música flamenca con otros géneros musicales. En su trayectoria ha estado muy vinculada a la cultura gitana pero también ha logrado amplio reconocimiento como artista de culto entre los indies y en países como Japón.

## Biografía
Las composiciones de Cathy Claret, creadora francesa natural de Nimes aunque de espíritu nómada ya que ha vivido en tres continentes y lugares como Barcelona, Sevilla, Madrid y el sur de Francia, destacan por la combinación de su susurrante voz, la frescura de la guitarra flamenca y las melodías y estilos propios de la rumba, la bossa nova, el pop y el reggae. Sus canciones, que tienen un sonido propio y un toque naíf, han influenciado a artistas nacionales e internacionales como Nouvelle Vague, Finley Quaye, Sly and Robbie o Kahimi Karie, quienes han declarado abiertamente estar influenciados por su propuesta.
Autodidacta, Claret es también un referente para los músicos gitanos y una apasionada de Camarón de la Isla y Remedios Amaya. En su propuesta se aprecia la mezcla del soniquete flamenco, el sabor de la canción francesa y el espíritu de lo gitano, pudiendo llegar a considerarse su música como pop aflamencado o canastero. La suya ha sido una influencia recíproca: en su música está presente todo lo gitano y Claret también está presente en la música gitana. Acompañó a Pata Negra en su gira por Francia en 1987 y ha compartido escenario con Rafael y Raimundo Amador en multitud de ocasiones. 

"Alguien me dijo que yo engañaba. Que parecía muy dulce, pero era más rebelde que los punkis."
Cathy Claret, sobre sus inicios musicales (El País Semanal, 2005) 

Compositora, multinstrumentista y productora, su debut artístico tuvo lugar con la confundación, junto a Pascal Comelade, de la Bel Canto Orchestra en 1983. Con esta formación participó, junto a artistas que integraban el grupo como Victor Nubla o Eulàlia Barrière, interpretando el piano, el vibráfono o la flauta.
Su debut discográfico en solitario tuvo lugar tras ser contratada por Emmanuel de Buretel para Virgin France, responsable también de la contratación de Manu Chao o Les Rita Mitsouko. El single de debut contenía dos canciones: ¿Por qué? ¿Por qué? (Virgin, 1987) y en la cara B El Color. Contó con la participación de Pata Negra y la producción de Ben Rogan, productor del grupo Sade.

"Yo era muy rebelde, pero no rebelde porque sí, sino porque quería hacer las cosas a mi manera y esto a veces esta mal visto (sobre todo en aquella época, en la que había mucho clasicismo). Se prefería a gente más maleable y previsible. No acepté estas cosas, pero quiero dejar claro que siempre he sido muy perfeccionista en mi trabajo. A mí me gusta la libertad, hacer los discos que quiero y con quien me apetezca. No creo que sea mucho pedir. Se van a reeditar mis dos primeros discos, algo que  para mí es un suceso histórico: estos discos se vendieron en medio planeta, pero aquí en España casi no queda constancia. Ya mezclaba el caló con guitarras flamencas, algo de cha-cha-cha y una voz muy "french touch". A finales de los 80 no había mucha gente haciendo esto."
Cathy Claret, sobre sus inicios musicales (Diario El Mundo, 2016) 

Tres años después publicó su primer álbum, Cathy Claret (Les Disques Du Crépuscule, 1990), compuesto por 12 canciones producidas, compuestas e interpretadas por Claret. El estilo musical presente la centra como cautautora de pop melancólico bajo el influjo de la rumba flamenca y la bossa nova, transmitiendo la alegría de vivir con una voz susurrante. También contiene algunas claves presentes en su trayectoria posterior como la utilización de varios idiomas, incluyendo el romaní, y los colaboradores de renombre.

"Yo no pienso mucho en termino de "mantenerme" porque siempre he empezado de cero (risas). En Francia tenía una carrera, pero cambié de idioma y de país y eso supuso volver a empezar... Ahora también comienzo de cero. Me gusta arriesgar, los artistas no podemos ser funcionarios que ascienden, sino que nos la jugamos en cada proyecto. Por lo menos es lo que me mantiene alerta y viva. Aunque soy consciente de que por eso no todo el mundo me entiende y me sigue."
Cathy Claret, sobre su trayectoria musical (Diario El Mundo, 2016) 

Un año después publica su segundo álbum, Soleil Y Locura (Les Disques Du Crépuscule, 1991), integrado por 9 canciones. Entre ellas destaca Bolloré un tema que posteriormente rebautizarían como Bolleré Raimundo Amador y B. B. King, siendo incluido en el álbum His Definitive Greatest Hits de este último. Ambos álbumes permitieron a Claret dar numerosos conciertos en todo el planeta, lograr buenas críticas y repercusión en países como Japón. Sin embargo, posteriormente, se encontró sin compañía discográfica que apoyara sus proyectos.

“Nadie daba un duro por mí, me sentí empezando de cero una vez más, y como no tenía presión fui grabando maquetas en casa y experimentando mucho”
Cathy Claret, sobre su experiencia con los sellos discográficos (El Periódico, 2016) 

La Chica Del Viento (Zanfonia, 2000), un álbum con 10 canciones producido por Kiko Veneno, es su siguiente trabajo discográfico mezcla de pop melancólico aflamencado y rumbas brasileñas, que contó con un videoclip de la canción homónima. La canción Esperanza fue posteriormente adaptada por Veneno, titulándose Esperanza II, en su álbum La Familia Pollo (BMG España, 2000). Para la presentación del álbum Claret contó con la colaboración de Rafael Amador.

"Creo que Europa ha fallado. Sólo hay que mirar la música. Yo pensaba que con la Unión Europea la música iba a fluir entre países y que, por ejemplo, en España se escucharían músicas italianas, francesas... y viceversa. Pero nada de esto. La única música que se escucha en toda Europa es la inglesa. En muchos aspectos, Europa se ha cerrado. Los gitanos siempre han sido europeos, incluso me atrevería a decir que fueron los primeros europeos -en el buen sentido de la palabra- y viajan de Francia a Sevilla pasando por Barcelona como si nada, para una boda o cualquier cosa".
Cathy Claret, sobre Europa (Diario El Mundo, 2016) 

Posteriormente firma un contrato con Subterfuge Records para la publicación de tres álbumes que ahondan en su mezcla de fusión: Sussurrando (2003), Sambisarane (2005) y Gypsy Flower (2006). En Sussurrando Claret coquetea con el reagge, la bossa nova, el flamenco y la rumba. Sambisarane, una revisión en clave electrónica de las canciones más conocidas de su discografía a cargo de Henrik Takkenberg, cuenta con canciones interpretadas en español, inglés y francés, con más bossas, más yeyé y guitarras flamenca y eléctrica. Gypsy Flower por su parte es un delicado disco con un sonido más crudo que los anteriores y colaboraciones como el inglés de origen africano Finley Quaye (ganador de 2 Premios Brit y 3 Discos de Platino), Hook Herrera (habitual de Willy DeVille) y Jerónimo Maya.
Tras la finalización de su contrato con Subterfuge durante 2011 estuvo de gira con Raimundo Amador y posteriormente publica el sencillo Chocolat (Chesapik, 2013).

"Es la misma historia. Yo aquí mandando maquetas e intentándolo en festivales y nadie me quería, y en Japón soy número uno de ventas, sueno en todas las FM y en las líneas aéreas con los Rolling Stones y Avril Lavigne."
Cathy Claret, sobre su popularidad en Japón (Huffington Post, 2018) 

Solita Por El Mundo (Warner Bros, 2015), un disco intimista, fresco, dulce y positivo muestra una Cathy Claret renovada pero fiel a su esencia y libertad creativa. Este trabajo se editó en Japón y obtuvo buenas críticas a nivel internacional. La revista inglesa Flip Review lo incluyó entre los 15 mejores discos publicados del 2015. El disco cuenta con la colaboración de artistas como Pascal Comelade, Nouvelle Vague, Rossy de Palma y Bebe.

"Yo la tengo en el carácter, desde pequeña he tenido que luchar y he conseguido todo por mí misma. Adoro la soledad, cuando llueve me encanta andar sola debajo de la lluvia… No veo mala la soledad, incluso me relaja. Soy así, a veces me invitan a sitios y no voy porque me gusta estar sola.También me gusta hacer las cosas por mí misma, no sé delegar."
Cathy Claret sobre la soledad (20Minutos, 2016) 

## Discografía
- ¿Por qué, por qué?, 1987
- Cathy Claret, 1989
- Soleil y locura, 1991
- La chica del viento, 2000
- Sussurrando, 2003
- Sambisarane, 2005
- Lo Mejor De Cathy Claret, 2006
- Gypsy Flower, 2007
- Solita por el mundo, 2015
- Primavera, 2018
- Así soy yo, 2022